# Psidium
Genre
Classification phylogénétique
Psidium est un genre de plantes à fleurs de la famille des Myrtaceae. Ce sont des arbres et des arbustes natifs des parties les plus chaudes du continent américain (de l'Amérique du Sud au sud des États-Unis).

## Espèces
- Psidium acranthum Urb., (1922)
- Psidium acunae Borhidi, (1972)
- Psidium acutangulum DC., (1828)
- Psidium albescens Urb., (1908)
- Psidium amplexicaule Pers., (1806)
- Psidium apiculatum Mattos,(1964)
- Psidium appendiculatum Kiaersk., (1893)
- Psidium araucanum Soares-Silva & Proença, (2008)
- Psidium arboreum Vell., (1829)
- Psidium australe Cambess
- Psidium bahianum Landrum & Funch, (2008)
- Psidium balium Urb., (1923)
- Psidium brevifolium Alain, (1976)
- Psidium brownianum Mart. ex DC., (1828)
- Psidium calyptranthoides Alain
- Psidium canum Mattos, (1989)
- Psidium cattleianum Sabine ou P. littorale Raddi[1] - Goyavier de Chine ou Goyavier-fraise, dont le fruit est communément appelé goyavier à la Réunion
- Psidium cauliflorum Landrum & Sobral, (2006)
- Psidium celastroides Urb., (1928)
- Psidium claraense Urb., (1928)
- Psidium cymosum Urb., (1928)
- Psidium densicomum Mart. ex DC., (1828)
- Psidium dictyophyllum Urb. & Ekman, (1927)
- Psidium donianum O.Berg in C.F.P.von Martius & auct. suc. (eds.), (1858)
- Psidium dumetorum Proctor, (1967)
- Psidium eugenii Kiaersk., (1893)
- Psidium firmum O.Berg in C.F.P.von Martius & auct. suc. (eds.), (1857)
- Psidium friedrichsthalianum (O. Berg) Niedenzu - Goyavier du Costa Rica
- Psidium fulvum McVaugh, Fieldiana, (1956)
- Psidium galapageium Hook.f., (1847)
- Psidium ganevii Landrum & Funch, (2008)
- Psidium giganteum Mattos, (1969)
- Psidium glaziovianum Kiaersk., (1893)
- Psidium globosum Larrañaga, (1923)
- Psidium grandifolium Mart. ex DC., (1828)
- Psidium guajava L. - Goyavier
- Psidium guineense Sw., (1788)
- Psidium guyanense Pers., (1806)
- Psidium haitiense Alain, (1969)
- Psidium harrisianum Urb., (1912)
- Psidium × hasslerianum Barb.Rodr., (1903)
- Psidium hians Mart. ex DC., (1828)
- Psidium hotteanum Urb. & Ekman, (1929)
- Psidium huanucoense Landrum, (2005)
- Psidium inaequilaterum O.Berg in C.F.P.von Martius & auct. suc. (eds.), (1857)
- Psidium itanareense O.Berg in C.F.P.von Martius & auct. suc. (eds.), (1857)
- Psidium longipes (Berg) McVaugh
- Psidium montanum Sw.
- Psidium salutare (Kunth) O.Berg[2]
- Psidium sartorianum
- Psidium sintenisii (Kiaersk.) Alain